# Calvarie (afbeelding)

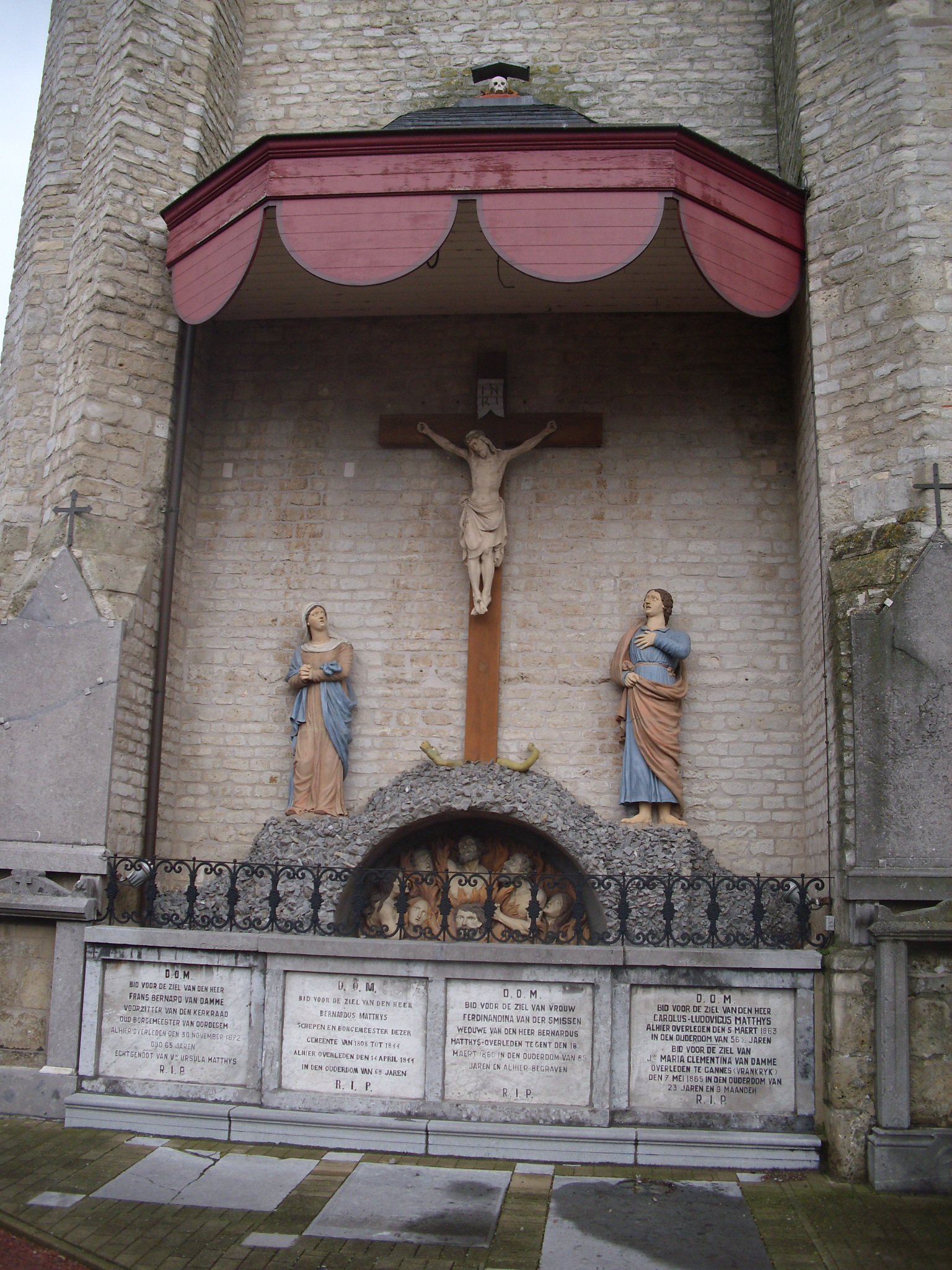
Calvarie aan de kerk van Schellebelle

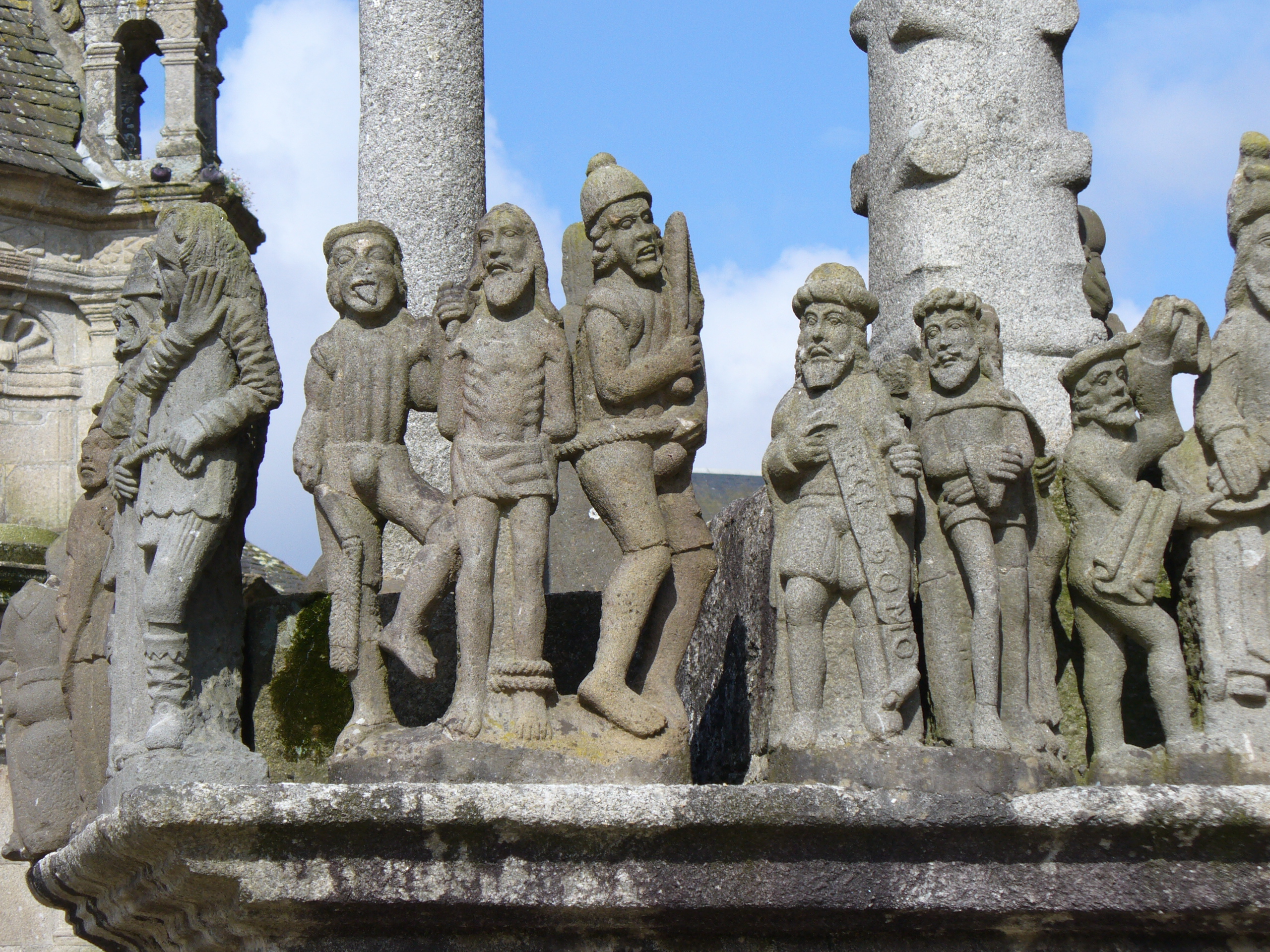
Detail van calvarie van Saint-Thégonnec

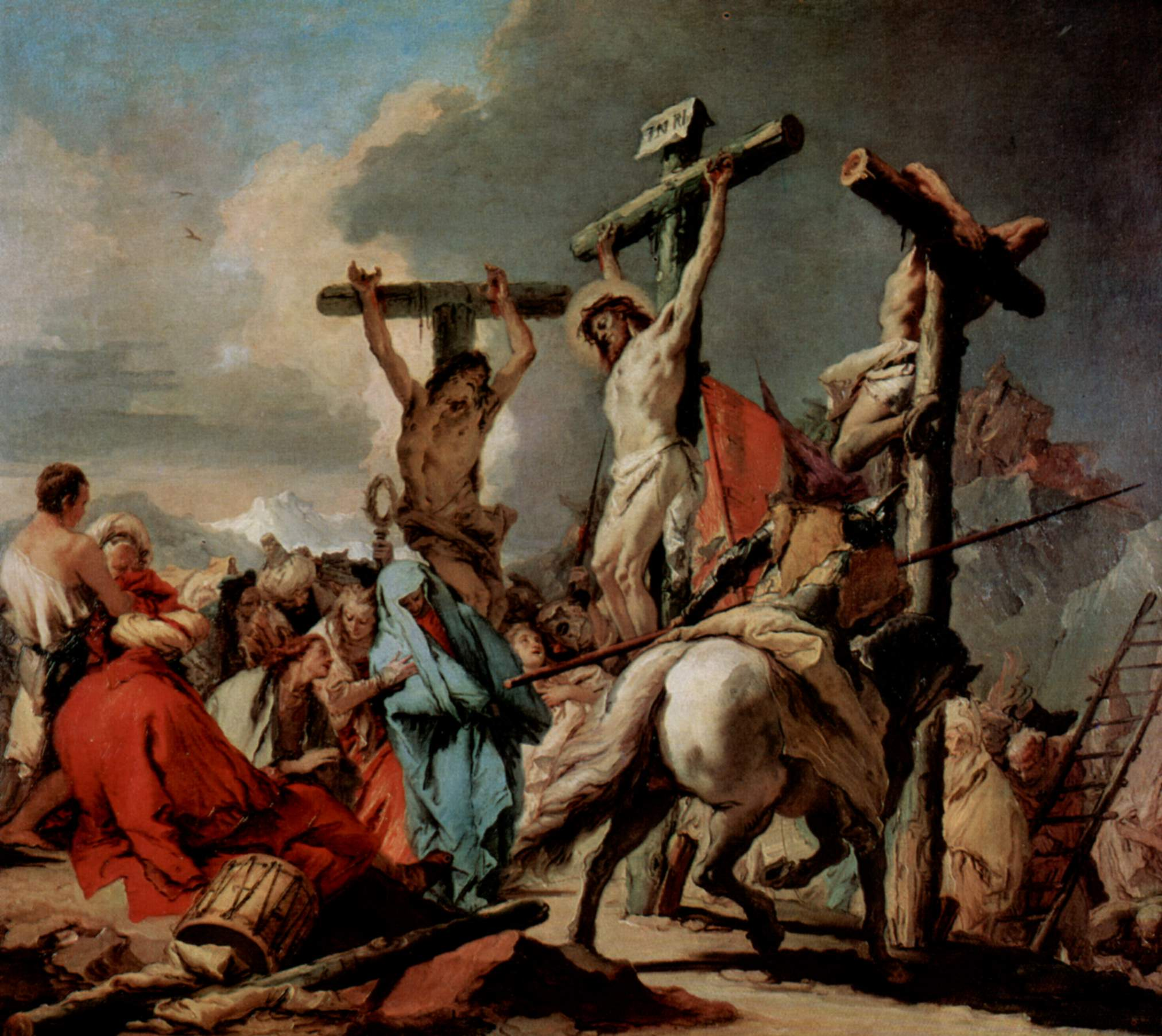
Giovanni Battista Tiepolo (ca. 1750)

Calvarie is het uit het Latijn afgeleide woord voor een symbolische voorstelling van de kruisiging van Jezus Christus op de berg Golgotha, geflankeerd door Maria en de apostel Johannes. Soms worden hier beelden van andere episoden van de kruisgang aan toegevoegd.
In Italië, Oostenrijk en Duitsland worden ze meestal Heilige bergen genoemd en liggen ze op een helling boven de dorpen. Van een geheel andere orde zijn de zeer uitgestrekte calvaries in Polen, zoals die van het werelderfgoed Kalwaria Zebrzydowska en Wambierzyce. Bekend is ook de calvarie in het klooster Champmol bij Dijon, hoewel daarvan slechts de Mozesput van Claus Sluter bewaard gebleven is.
In het westen van Bretagne zijn veel voor de streek specifieke calvaries te vinden. Ze staan meestal op een verhoogde fries nabij kerken in de zogenaamde enclos paroissiaux, en soms buiten de bebouwde kom bij een bron. Een bekende is te zien in het plaatsje Saint-Thégonnec.
Ook schilderijen met de kruisiging als onderwerp worden wel calvaries genoemd.

## Begraafplaats
Een 'Calvarieberg' kan een uiterlijke kenmerk zijn op een Rooms-Katholieke begraafplaats. Het is een beeldengroep van de kruisiging, welke  eventueel in een rots is uitgehouwen, en op een heuvel is geplaatst. Vaker is het echter een eenvoudig uitgevoerd kruisbeeld. Hoewel het kruisbeeld misschien niet op een heuvel of verhoging staat spreekt men toch van calvarieberg. Het wordt beschouwd als de meest heilige plek op een begraafplaats, daarom zijn er vaak graven van geestelijken te vinden. Ook bij reguliere uitvaarten kan de calvarieberg nog steeds van nut zijn. Het is in de regel de centrale afscheidsplaats. Bij een uitvaart kunnen nabestaanden ervoor kiezen om bij de calvarieberg een laatste groet te brengen, en afscheid te nemen van de overledene, of men kiest ervoor om dit te doen bij de werkelijke ter aarde bestelling aan het graf.